# سانتياغو كاساريس كيروغا
سانتياغو كاساريس كيروغا (بالإسبانية: Santiago Casares Quiroga)‏ (لا كورونيا 8 مايو 1884 - باريس 17 فبراير 1950) هو محامي وسياسي إسباني في الإيديولوجيا الجمهورية وتولى مناصب مهمة خلال الجمهورية الثانية.
ارتبط في سن مبكرة بالجمهوريانية فأضحى جنديًا في منظمات سياسية مختلفة. وأصبح الصديق الشخصي لمانويل أثانيا، واستلم العديد من الحقائب الوزارية، مثل حقائب البحرية والداخلية والأشغال العامة. وكان أيضًا نائبا في الكورتيس خلال حقبة الجمهورية.
وفي مايو 1936 أصبح رئيسًا لمجلس الوزراء، وترأس حكومة الجمهورية في الأشهر التي سبقت اندلاع الحرب الأهلية الإسبانية. وعد قائدًا غير كفؤ، كان واثقًا أنه سيواجه المؤامرة العسكرية ضد الجمهورية، ولكن عندما حدث التمرد لم يكن يعرف كيف يتفاعل تفاعلا مناسبا مع الأحداث. وهكذا ارتبطت شخصية كاساريس كيروغا بانقلاب يوليو 1936.

## السيرة الذاتية

### البداية وسنواته الأولى
ولد سانتياغو كاساريس كيروغا في لا كورونيا يوم 8 مايو 1884، ووالديه هما سانتياغو كاساريس باز (من سكان سانتياغو دي كومبوستيلا) وروجليا كيروغا موريدو (اعتمادًا على وثائق كامبر أو لاكورونيا)، وأنجبا 7 أطفال عدا سانتياغو، على الرغم من أن اثنين فقط من إخوته وهما أرتورو وسيفيرينو قد بلغوا سن الرشد. ووالده عضو جمهوري ماسوني وملحد، وأصبح عمدة لاكورونيا سنة 1917. وقد عانى كاساريس كيروغا منذ سن الخامسة من مرض السل (المزمن).
أصبح عضو في مجلس بلدية لاكورونيا سنة 1907. أنهى دراسته في القانون في مدريد، ونال في جامعتها المركزية على درجة الدكتوراه مع أطروحة عن رومان ديلا سارغا. وبسبب مشاركته في حملة مناهضة لرجال الدين فقد تم تسريحه من عضوية مجمع لاكرونيا الكنسيسنة 1917، تزوج في سنة 1920 من غلوريا بيريز كوراليس، وله منها ابنة في 1922: وهي الممثلة ماريا كاساريس.
أسس في 1928 الحزب الجمهوري الجاليكي، وكان أيضًا أحد قياداته. في وقت لاحق أصبح زعيمًا للمنظمة الجمهورية الجاليكية المستقلة (ORGA)، على الرغم من أن كاساريس كيروغا لم يظهر الاهتمام الكافي بتعزيز الفكر الجاليكي.

### النشاط السياسي خلالديكتاتورية بيرنجير
شارك كاساريس كيروغا في ميثاق سان سيباستيان (1930)، وهو اجتماع سياسي جمع الأحزاب الرئيسية التي سعت إلى تعزيز سقوط نظام الملك ألفونسو وإعلان الجمهورية، حيث شغل منصب ممثل الاتحاد الجمهوري الجاليكي وهي مجموعة جمهورية شكلتها ORGA مع قوى جمهورياتية جاليكية الأخرى مثل الحزب الراديكالي والفدراليين والاشتراكيين الراديكاليين.
وقد أُرسل سرا في ديسمبر من ذلك العام إلى خاكا ليكون مندوبا للجنة الثورية الوطنية (CRN) لمنع الكابتن فيرمن غالان المسؤول عن حامية بلدة خاكا ليخبره بتغيير في تاريخ الخطة العامة.16 وصل كاساريس إلى فندقه حوالي منتصف الليل. لقد اعتقد أن غالان كان يعلم بالفعل بالتأخير، وأنه يمكنهم مناقشة الخطط الجديدة في أي وقت في اليوم التالي. حدثت الانتفاضة فجر اليوم التالي. وبعد فشل المحاولة قبضت السلطات على كاساريس كيروغا.
سُجن في سجن موديلو بمدريد في مارس 1931، حوكم في مجلس حرب مع أعضاء محتجزين آخرين في الحكومة الجمهورية المؤقتة؛ حُكم عليه بالسجن لمدة ستة أشهر ويوم واحد، على الرغم من أنه - بقرار من مجلس الحرب - أُطلق سراحه في 24 مارس.

### العمل الوزاري

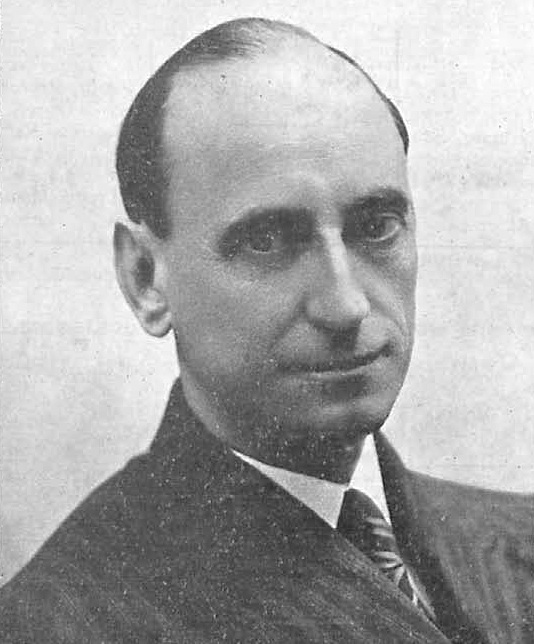
كاساريس كيروغا وزيرا للداخلية سنة 1932.

مع إعلان الجمهورية الثانية، أصبح كاساريس جزءًا من الحكومة المؤقتة: حيث عين وزيراً للبحرية في الحكومة المؤقتة في الفترة بين أبريل وأكتوبر 1931. ونجح في ذات السنة بالانتخابات التأسيسية، وأصبح نائبا عن منطقة لاكورونيا. بعد ذلك تولى حقيبة الداخلية خلال فترة الجمهوريين الاشتراكيين (1931-1933) برئاسة مانويل أثانيا حيث كان كاساريس صديقًا شخصيًا له. كما استلم حقيبة الاتصالات بين ديسمبر 1931 ومارس 1932 بين الحين والآخر. وخلال فترة عمله وزيرا للداخلية، كان عليه أن يتعامل مع صراع سياسي واجتماعي انتج العديد من الثورات الأناركية وانقلاب فاشل (أغسطس 1932) بزعامة الجنرال خوسي سانخورخو. وعارض كاساريس كيروغا تخفيف عقوبة الإعدام في سانخورخو، حيث رأى أن هذا «يكسر صرامة الحكومة، ويشجع المتآمرين، ويمنعنا من أن نكون صارمين مع المتطرفين.» في يناير 1933 تأثر الرأي العام بالعنف الذي استخدمته قوات النظام العام في أحداث كاساس فيخاس، التي انتهت بوفاة عدة أشخاص. ومع ذلك فإن أثانيا هو الذي تولى شخصيًا الدفاع عن إجراءات حكومة بدلاً من كاساريس.
ترك كاساريس منصب الداخلية مع سقوط حكومة أثانيا في سبتمبر 1933. وأعيد انتخابه نائبا بالكورتيس بعد الانتخابات العامة في ذلك العام، على الرغم من أن حزب ORGA - أعيدت تسميته حزب الجاليكي الجمهوري (PRG) في 1932 - قد عانى من انهيار انتخابي قوي، مثل باقي قوى اليسار الجمهوري الأخرى. وبعد مرور عام انضم PRG إلى التحالف الجمهوري لأثانيا ومعه الحزب الجمهوري الراديكالي الاشتراكي المستقل بقيادة لمارسيليو دمينغو لإنشاء تشكيل جديد: اليسار الجمهوري (IR). وهذا الحزب الجديد قد انتهى به الطاف أيضا بالاندماج بالجبهة الشعبية في انتخابات فبراير 1936. في هذه الانتخابات أعيد كاساريس كيروغا انتخابه نائب عن لاكورونيا. وأصبح وزيرا للأشغال العامة في حكومة أثانيا الجديدة، واستلم مؤقتا حقيبة وزارة الداخلية.

### رئاسة الحكومة
في 13 مايو 1936 تولى كاساريس كيروغا رئاسة الوزراء بعد أن تولى أثانيا رئاسة الجمهورية. في البداية كانت فكرة قادة الجبهة الشعبية هي أن يتولى إنداليسيو برييتو قيادة الحكومة، ولكن عندما حان الوقت اعترض فرانسيسكو لارجو كاباليرو ومعه فصيله الاشتراكي الذي يقوده. فقبل كاساريس كيروغا مهمة تشكيل الحكومة «بدافع الولاء». وأضاف إلى منصبه منصب وزير الحربية. في بداية فترة ولايته أعلن نفسه «محاربًا ضد الفاشية»، وقدمت حكومته الجديدة مسودة قانون خاص بالأنشطة الخطيرة ومكافحة الإرهاب. كما نظم استفتاء على النظام الأساسي للحكم الذاتي في غاليسيا، والذي تمت الموافقة عليه عن طريق التصويت الشعبي في 28 يونيو.
وكان مصابًا بالسل، بحيث لم يستطع رؤية نطاق المؤامرة المدنية العسكرية التي كانت جارية ضد الجمهورية وكان واثقًا من قدرته على السيطرة على تلك الحركة التخريبية. يبدو أن فكرة كاساريس كويروغا كانت انتظار فشل محاولة الانقلاب، ثم الرد عليها بكل الوسائل الممكنة. في الواقع تم استخدام هذه الاستراتيجية بالفعل من قبل حكومة أثانيا خلال «سانخورخادا» الفاشلة سنة 1932.
في مايو أعطى مدير الأمن العام خوسيه ألونسو مالول لأثانيا وكاساريس كيروغا قائمة من 500 متورط في المؤامرة «مع التوصية بالقبض عليهم». لكن لم يتم فعل أي شيء في هذا المعنى واستمرت المؤامرة مسارها. في 15 يونيو أبلغ الحاكم المدني في نافارا ماريانو مينور بوبلادور كاساريس باجتماع الضباط العسكريين المخربين برئاسة مولا في دير إيراشي، لكن الحكومة أمرت بعدم اتخاذ أي إجراء. في يوليو قام عدد من أعضاء الاتحاد العسكري المناهض للفاشية الجمهوري (UMRA) بزيارة الرئيس لمقابلته وتحذيره من انتفاضة وشيكة، وطلبوا منه إقالة الجنرالات جوديد وفرانكو وفانجول ومولا وفاريلا بالإضافة إلى العديد من الضباط المشتبه بهم (وخاصة الأفارقة مثل ياغوي. حتى أن جماعة قومية مغربية حذرت الحكومة الجمهورية من تورط ضباط الجيش الأفريقي في مؤامرة التآمر. لكن كاساريس لم يفعل ذلك رغم كل شيء. لا شيء بل على العكس تمامًا، فقد ذكر في إحدى المرات إلى حد التأكيد على أن الجنرال إميليو مولا -عقل المؤامرة- هو «جنرال مخلص للجمهورية». وكثيراً ما يُنسب إليه أنه قال تلك العبارة التالية: «إذا أراد الجيش النهوض، فسأخلد إلى النوم».
وفي ظهر يوم الجمعة 17 يوليو ثارت حامية مليلية، وظل كاساريس كيروغا متفائلاً في البداية بشأن الأحداث. في ذلك اليوم كان هناك اجتماع لمجلس الوزراء. وعلى الرغم من خطورة الأحداث، إلا أنه لم يبلغ وزراءه بما حدث. لن يكون ذلك إلا بعد ساعة، بينما كان الوزير خوان لوهي يتحدث، عندما قطع الجلسة الجافة وأبلغ مجلس الوزراء بما حدث في مليلية. وقد استغرق الأمر مايصل إلى ثلاث ساعات لإبلاغ الحكومة بما حدث. وبعد مغادرة الاجتماع ذهب إلى وزارة الحرب واتخذ تدابير مختلفة؛ من بينها أمر عدة وحدات من البحرية للذهاب إلى سواحل المغرب الإسباني.
ومع ذلك فإن التمرد لم يستغرق وقتًا طويلاً حتى ينتشر بنجاح إلى بقية المحمية المغربية، وفي اليوم التالي - 18 يوليو - وصل إلى شبه الجزيرة نفسها، بعد تمرد إشبيلية- بقيادة الجنرال كيبو ديانو - من الجزيرة الخضراء وقرطبة. استمر كاساريس في التصرف كما لو كان لا يزال يسيطر على الوضع. فقدمت منظمات العمل ولا سيما CNT وUGT في مدريد ومدن أخرى طلبات إلى الحكومة للسماح بتوزيع الأسلحة بين السكان لمقاومة الانقلاب. لكن كاساريس كيروغا رفض بشكل قاطع وذهب إلى حد القول: «كل من يقدم الأسلحة دون موافقتي سيطلق عليه الرصاص». وأصدر أوامر بهذا الصدد إلى الحكام المدنيين. كما لم يتم إعلان حالة الحرب. على النقيض من ذلك صدر قرار بإقالة الجنرالات فرانكو وميغيل كابانيلاس وكيبو ديانو وغونزاليس دي لارا، على الرغم من أن الإجراء لم يكن فعالا. بعد استنفاد مسار الأحداث استقال ليلة 18 يوليو.
تم استبداله مارتينيز باريو ليرأس حكومة لم تدم سوى يوم، ثم أتي خوسيه جيرال بعده.

### حياته بعد ذلك
لم يشغل كاساريس كيروغا أي منصب عام خلال الحرب الأهلية، وبقي منزويا حيث فقد مصداقيته بشدة أمام الجمهوريين. وقد ذهب حاكم لاكورونيا المدني خوزيه ماريا أرلانو إلى حد أنه أمر بسحب «اسمه المكروه» من جميع الوثائق العامة. وبعد سقوط كاتالونيا [الإنجليزية] ذهب إلى فرنسا مع أثانيا ومارتينيز باريو إلى العاصمة الفرنسية حيث تعرض لحادث في مكتب الأخير. عندما ظهر أمام السكرتير الخاص لمارتينيز باريو البروفيسور خوان رويدا أورتيز (ابن الأناركي خوان رويدا خايمي) فقال له:«حسنًا خذ تلك نيابة عن الجمهوريين الإسبان»، ولكمه على وجهه لكمة قوية سقط فورا على الأرض.
في ربيع 1940 قبل غزو النازيين لفرنسا هرب إلى إنجلترا بمساعدة الدكتور خوان نيغرين، الذي وجده يتجول في شوارع بوردو ودعاه بشكل عفوي للذهاب على متن قارب أعده؛ حتى أنه أسكنه في منزله في لندن. وهذا يعطي فكرة عن سخاء رئيس حكومة الجمهورية آنذاك في المنفى، خاصة عندما كان كاساريس وفقًا للمؤرخ خوان ماريشال السياسي الأكثر معارضة، إذا كان من الممكن قول ذلك عن نيغرين.
توفي في المنفى في باريس في فبراير 1950.